# Mylabris maceki
Mylabris maceki is een keversoort uit de familie van oliekevers (Meloidae). De wetenschappelijke naam van de soort is voor het eerst geldig gepubliceerd in 1985 door Dvorák.